# Церковь Пресвятой Девы Марии (Медан)
Церковь Пресвятой Девы Марии (индон. Graha Maria Annai Velangkanni) — католическая церковь, находящаяся в городе Медан, Индонезия. Храм является центром католического паломничества и находится на окраине Медана на улице Jl. Sakura III. Прихожанами церкви являются тамилы.

## История
Название церкви Annai Velangkanni повторяет название одноимённого храмом в Индии, который был в XVII веке в небольшой деревне Вайланканни на побережье Индийского океана возле города Мадраса. На этом месте, где сегодня располагается индийский храм Annai Velangkanni в XVII веке, как считается, двум детям явилась Дева Мария .
Строительство церкви в Медане началось в сентябре 2001 года и было завершено в 2005 году. Строительством храма занимался иезуит Джеймс Бхарапутра. Храм посвящён Пресвятой Деве Марии Хорошего Здоровья. Двухэтажное здание построено в индонезийском стиле с одним главным куполом и двумя боковыми.